# Fredesdorf
Fredesdorf est une commune allemande de l'arrondissement de Segeberg, dans le Land de Schleswig-Holstein.

## Géographie
Fredesdorf se situe à neuf kilomètres sud-ouest de Bad Segeberg, dans le Geest.
Au nord passe la Bundesstraße 206 entre Bad Segeberg et Bad Bramstedt, et au sud-est la Bundesstraße 432 entre Bad Segeberg et Norderstedt.

## Histoire
Le village est fondé vers 1200. Il vécut principalement de l'exploitation de la tourbière.

## Personnalités liées à la commune
Le peintre expressionniste Christian Rohlfs (1849-1938) passe une partie de son enfance à Fredesdorf, où le médecin, venu après une chute depuis un arbre, reconnut son talent pour la peinture.

## Source, notes et références
- (de) Cet article est partiellement ou en totalité issu de l’article de Wikipédia en allemand intitulé « Fredesdorf » (voir la liste des auteurs).